# تفجيرات بغداد 3 أيلول 2013
تفجيرات بغداد 3 أيلول 2013 هي مجموعة تفجيرات قتل فيها بحدود 49 شخصا وأصيب نحو 230 اخرين اغلبهم من المدنيين في موجة تفجيرات بسيارات مفخخة شهدتها مناطق في العاصمة العراقية بغداد مساء يوم الثلاثاء المصادف 3 سيتمبر 2013، استخدمت فيها أكثر من 13 سيارة مفخخة.

## تفاصيل التفجيرات
- في منطقة الطالبية شمالي شرق بغداد استهدفت سيارة مفخخة مطعم حبايبنا الشعبي المزدحم بالزبائن، ما أسفر عن مقتل ثمانية اشخاص واصابة 22 أخرين اغلبهم من العسكريين.
- أستهدفت سيارة مفخخة موقفا للباصات في ساحة 83 في حي جميلة شرقي بغداد ما أدى إلى مقتل خمسة وجرح 18 اخرين بينهم أربع نساء وطفلان.
- قتل ثلاثة أشخاص وأصيب سبعة اخرون اغلبهم من المدنيين أيضا، بانفجار سيارة مفخخة في ساحة الحريرة بالقرب من مرطبات البلوط بالكرادة وسط العاصمة العراقية بغداد.
- أنفجرت سيارتين مفخخين بالتعاقب بالقرب من مركز للشرطة العراقية في حي الاعلام جنوبي بغداد ما أسفر عن مقتل خمسة اشخاص وجرح 18 اخرين.
- أنفجرت سيارة مفخخة بالقرب من قاطع للنجدة في حي السيدية جنوب غربي العاصمة بغداد الامر الذي تسبب بمقتل أربعة وجرح تسعة اخرين اغلبهم من رجال الشرطة.
- أدى انفجار سيارتين مفخختين بالتعاقب أحدها فجرت من قبل انتحاري في شارع الكهرباء بمنطقة الزعفرانية جنوبي بغداد إلى مقتل شخصين واصابة 13 اخرين بينهم ثلاث نساء.
- أنفجرت سيارة مفخخة في مرآب للسيارات في منطقة بغداد الجديدة ما تسبب بمقتل سبعة مدنيين وجرح 11 اخرين اغلبهم من المدنيين.
- أسفر انفجار سيارة مفخخة في منطقة الشرطة الرابعة جنوب العاصمة بغداد عن مقتل شخص واصابة أربعة اخرين بجروح بليغة.
- لم تكن أيضا مناطق أطراف العاصمة العراقية بغداد عن منأى التفجيرات، فسقط قتيلين وأصيب ستة أخرين بانفجار سيارة مفخخة في منطقة المعامل الباوية شرقي العاصمة بغداد.
- كما قتل شخصان وأصيب خمسة اخرون بانفجار سيارة مفخخة بالقرب من شركة سكانية للسيارات في منطقة الدورة جنوبي العاصمة[1][2][3]